# Patinatge artístic als Jocs Olímpics d'hivern de 1952 - Parelles
En els Jocs Olímpics d'Hivern de 1952 celebrats a la ciutat d'Oslo (Noruega) es realitzà una competició de patinatge artístic sobre gel en categoria mixta per parelles. La competició se celebrà el dia 22 de febrer de 1952 a l'Estadi Olímpic d'Oslo.

## Comitès participants
Hi participaren un total de 26 patinadors de 9 comitès nacionals diferents:
| - Alemanya (4) - Àustria (2) - Canadà (2) - Estats Units (4) - Hongria (4) |  | - Noruega (2) - Regne Unit (4) - Suècia (2) - Suïssa (2) |

## Resum de medalles
| Or                           | Argent                                    | Bronze                             |
| AlemanyaRia Falk · Paul Falk | Estats UnitsKarol Kennedy · Peter Kennedy | HongriaMarianna Nagy · László Nagy |

## Resultats
r/m = posició per cada jutge; pc/9 = suma dels nous jutges (factor de decisió en negreta)
| Posició | Patinadors                        | CON          | r/m                               | pc/9  | punts |
| ------- | --------------------------------- | ------------ | --------------------------------- | ----- | ----- |
| 1       | Ria Falk Paul Falk                | Alemanya     | 6x1 (1-2-2-1-1-1-1,5-1-1)         | 11,5  | 102,6 |
| 2       | Karol Kennedy Peter Kennedy       | Estats Units | 7x2 (2-1-1-2-2-2-1,5-3-3)         | 17,5  | 100,6 |
| 3       | Marianna Nagy László Nagy         | Hongria      | 8x4 (4-4-4-4-5-3-3-2-2)           | 31,0  | 97,4  |
| 4       | Jennifer Nicks John Nicks         | Regne Unit   | 5x4 (5-5-3-3-4-4-5-4-6)           | 39,0  | 95,4  |
| 5       | Frances Dafoe Norris Bowden       | Canadà       | 6x6 (3-3-5-6-6-7-7-7-4)           | 48,0  | 94,4  |
| 6       | Janet Gerhauser John Nightingale  | Estats Units | 7x6 (6-6-6-5-7-6-4-6-8)           | 54,0  | 92,6  |
| 7       | Silvia Grandjean Michel Grandjean | Suïssa       | 8x7 (8-7-7-7-3-5-6-5-5)           | 53,0  | 92,7  |
| 8       | Ingeborg Minor Hermann Braun      | Alemanya     | 7x8 (7-8-8-8-8-8-8-9-9,5)         | 73,5  | 81,8  |
| 9       | Sissy Schwarz Kurt Oppelt         | Àustria      | 6x9 (9-10-9-9-9-10-9-11-7)        | 83,0  | 85,5  |
| 10      | Éva Szöllősi Gábor Vida           | Hongria      | 5x10 (11-11-12-11-10-9-10-8-9,5)  | 91,5  | 83,2  |
| 11      | Peri Horn Raymond Lockwood        | Regne Unit   | 9x11 (10-9-11-10-11-11-11-10-11)  | 94,0  | 82,2  |
| 12      | Britta Lindmark Ulf Berendt       | Suècia       | 9x12 (12-12-10-12-12-12-12-12-12) | 106,0 | 78,8  |
| 13      | Bjørg Skjælaaen Reidar Børjeson   | Noruega      | - (13-13-13-13-13-13-13-13-13)    | 117,0 | 75,2  |